# Majengo (Singida MC)
Majengo ist ein Verwaltungsbezirk (englisch Ward) des Distrikts Singida (MC) in der tansanischen Region Singida.

## Geografie
Majengo ist ein Bezirk im nördlichen Zentralteil von Tansania, es ist ein zentraler Stadtteil der Regionshauptstadt Singida. Bei der Volkszählung 2022 lebten 10.012 Menschen in 3005 Haushalten auf einer Fläche von 1,4 Quadratkilometern.
Der Bezirk grenzt an fünf Bezirke des Distrikts Singida (MC):
| Ipembe | Mughanga                                    | Minga  |
| Kindai | Kompassrose, die auf Nachbargemeinden zeigt |        |
|        |                                             | Misuna |

## Gliederung
Der Bezirk besteht aus sechs Stadtteilen (swahili Mtaa):
- Mwenge
- Ng'ongoajibu
- Stand
- Jitulize
- Ukombozi
- Majengo

## Infrastruktur
- Bildung: Die Mwenge Secondary School ist eine staatliche weiterführende Schule, die Internatsschüler bis zur 6. Stufe ausbildet.[8]
- Verkehr: Der Bezirk liegt zwischen der Nationalstraße T3 im Südwesten und der T14 im Nordosten.